# Gira internacional de Colo-Colo en 1927

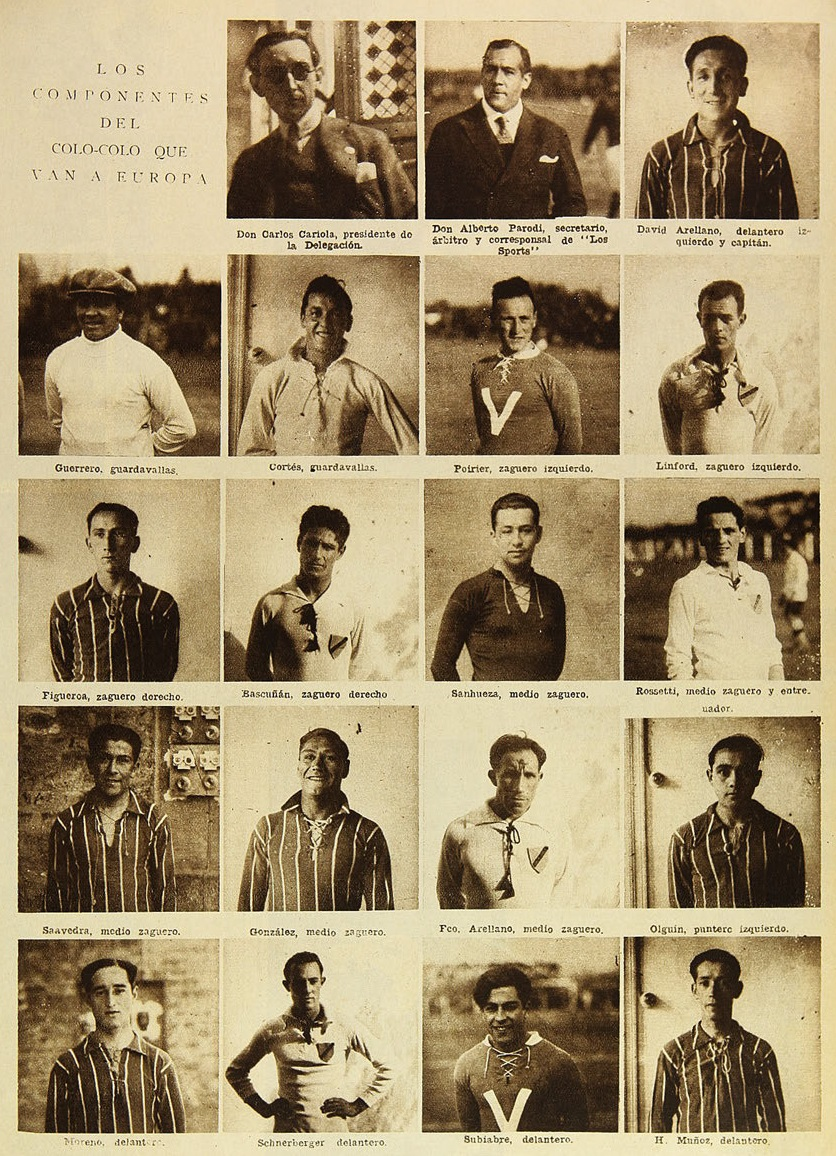
Parte de la delegación.

La gira internacional de Colo-Colo (escrita en su momento como Jira internacional) fue el nombre asignado a la serie de encuentros disputados por el club en distintos países de América y Europa —Ecuador, Cuba, México, España, Portugal, Uruguay y Argentina—, siendo el primer equipo chileno en jugar en el «viejo continente». Se prolongó entre el 2 de enero y el 18 de julio de 1927, lapso en el que disputó un total de 42 partidos, con 25 triunfos, 4 empates y 13 derrotas, convirtiendo 126 goles y recibiendo 83.
La delegación estuvo conformada por 20 jugadores, la nómina estaba compuesta por Ulises Poirier, Guillermo Subiabre, Manuel Guerrero y Manuel Bravo de Valparaíso. Manuel Figueroa y Horacio Muñoz de Concepción. Jorge Linford y Carlos Schneeberger de Temuco. Ernesto Chaparro y Roberto Cortés de Antofagasta. De Santiago Humberto Moreno, Togo Bascuñán, Francisco Arellano, David Arellano, Guillermo Saavedra, Víctor Morales, Óscar González, José Miguel Olguín, Waldo Sanhueza y José Rosetti. A estos se sumaron además Carlos Cariola y Alberto Parodi, respectivamente el presidente y el secretario de la Federación de Football de Chile.
Durante el viaje surgió el grito: «¡Colo-Colo es Chile!» por la representación futbolística que hicieron del país. Es recordada por el éxito deportivo y tristemente por el fallecimiento del capitán y fundador de la institución David Arellano el 2 de mayo, producto de un fuerte golpe recibido en un encuentro frente al Real Unión Deportiva de Valladolid.

## Antecedentes y viaje

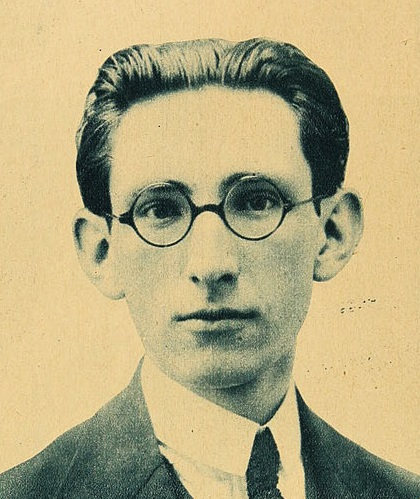
Carlos Cariola.

Dada la necesidad de aumentar el roce internacional de fútbol nacional y motivado por la idea de que un club chileno emulase lo hecho por Nacional de Uruguay y Boca Juniors de Argentina en 1925, a fines de 1926 el presidente de la Federación de Football Carlos Cariola propuso a Colo-Colo embarcarse en una gira por América y Europa, idea que fue aprobada de manera inmediata por la dirigencia encabezada por Carlos Bello.
Para llevar a cabo el proyecto, el club tuvo el apoyo administrativo y económico del empresario de origen español Miguel Monchio, así como de dirigentes pertenecientes a diferentes instituciones deportivas del país. Prueba de ello es que, como refuerzos para la gira, Colo-Colo pudo contar los servicios de varios futbolistas que en ese momento se desempeñaban en otros equipos, entre los que es posible mencionar al italiano José Rosetti, primer jugador extranjero en vestir la camiseta del club y que durante la gira, junto con David Arellano, cumplió la función de entrenador del equipo, Guillermo Subiabre, Ulises Poirier, Jorge Linford, Carlos Schneeberger y Horacio Muñoz.

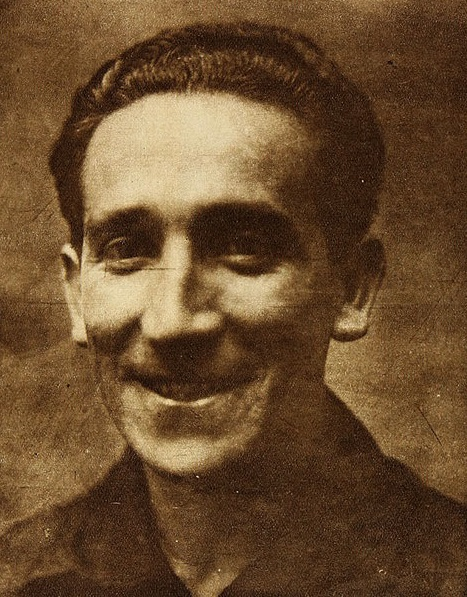
David Arellano.

No obstante, tras presentarse el proyecto se levantaron fuertes críticas por parte de la prensa de Valparaíso, así como de algunos clubes de dicha ciudad, situación que se acentuó luego de que fuese dado a conocer el apoyo financiero por parte de la Federación de Football de Chile. Adicionalmente, la gira internacional estuvo bajo serio riesgo de ser cancelada después de que el Comité de Football de Santiago se negó a facilitar otro préstamo a la institución, a la vez que el Consejo Superior de Educación Física y Moral, organismo de carácter estatal, solicitó al Ministerio de Relaciones Exteriores de Chile prohibir al equipo salir del país. Como argumento se señaló la existencia de irregularidades financieras, además del presunto carácter comercial de la gira, al no estar regulada por la Confederación Deportiva de Chile.
Las dificultades fueron solucionadas finalmente el 31 de diciembre de 1926 gracias a las gestiones realizadas por la Federación de Football de Chile, que facilitó los documentos institucionales y financieros necesarios tanto a la Confederación Deportiva como a los demás organismos burocráticos. Al día siguiente, Colo-Colo derrotó en los Campos de Sports de Ñuñoa a un combinado de los clubes Nacional y Gold Cross por 4:0, en el que fue su último encuentro en Chile antes de emprender la gira por América y Europa.
El domingo 2 de enero de 1927, Colo-Colo se trasladó desde la Estación Mapocho al puerto de Valparaíso, embarcándose en el vapor italiano «Venezuela» a las 13:30 de ese mismo día. Entretanto, un equipo conformado por los jugadores que se quedaron en Santiago, más algunos juveniles y refuerzos de otros clubes, emprendió una gira hacia el sur del país, disputando tres encuentros en las ciudades de Linares, Temuco y Osorno.

El grito de "¡Colo Colo es Chile!" brotó espontáneamente cuando en 1926 el equipo se embarcó en Valparaíso en el vapor León XIII, rumbo a Europa. Era el primer club chileno que se atrevía.

## La Gira por América

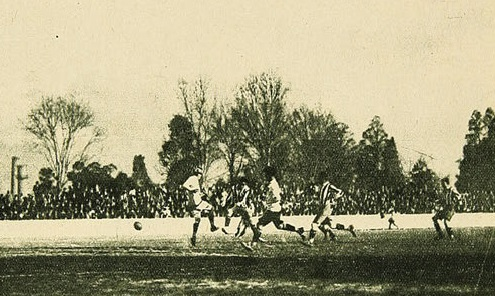
Colo-Colo en un encuentro frente a Necaxa durante su visita a México el 12 de febrero de 1927.

Previo a su arribo a Ecuador, la delegación internacional de Colo-Colo realizó una escala en las ciudades de Antofagasta e Iquique, en las que disputó dos partidos frente a los combinados de la Liga Antofagasta y la Liga de Tarapacá, este último ante más de 12.223 espectadores y que finalizó con serios incidentes, luego de que parte del público intentara agredir a los jugadores tras un supuesto penal no cobrado en favor del conjunto local.
El 12 de enero de 1927 Colo-Colo desembarcó en Guayaquil a la 1:30 de la noche, siendo recibidos la mañana siguiente por una comitiva encabezada por el cónsul chileno en Ecuador, Luis Tello, el presidente de la Federación Deportiva Nacional del Ecuador, Carlos Puig Arosemena, y el presidente de la Federación Deportiva de Guayas, Heliodoro Castro Manzo. Junto a ellos se congregaron una gran cantidad de periodistas y espectadores, quienes aún recordaban la actuación del club Arturo Prat de Valparaíso en 1926. El debut de Colo-Colo en el extranjero se produjo dos días después de su llegada a Ecuador, enfrentando, ante el castigo que pesaba sobre los clubes de Córdova y Packard, al cuadro del Norteamérica, sobre el que se impuso por 7:0. Al día siguiente, ratificó dicho resultado al vencer por el mismo marcador a un combinado de los clubes Córdova, que recibió un permiso especial para jugar aquel partido, y Racing.

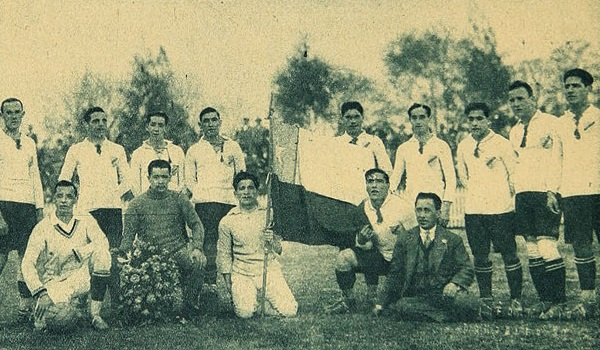
Plantel de Colo-Colo durante su gira por México en 1927.

Tras ser homenajeado en el Teatro Olmedo, el 16 de enero de 1927 el club partió de Ecuador con rumbo a Cuba a bordo del vapor «León XIII». Después de atravesar el Canal de Panamá, proceso en el que la delegación se trasladó al vapor «Venezuela», el equipo llegó a Cuba el día 24 de ese mismo mes, donde fueron recibidos por el cónsul chileno Luis Rencorret. En La Habana, Colo-Colo disputó dos encuentros, derrotando en el primero de ellos a un combinado de los clubes Iberia y Juventud Asturias por 4:1 y perdiendo 2:3 en el segundo ante el Sport Fortuna. Este último partido estuvo marcado por la polémica después de que los dos jueces que dirigieron el encuentro, Mr. Campbell y posteriormente «Kilómetro» Pérez, cobraran dos penales en favor del conjunto local sin justificación alguna, tal como señalaron los periódicos El Sol y El Mundo de La Habana.
Luego de abandonar Cuba, Colo-Colo llegó a Veracruz el 9 de febrero, trasladándose en tren ese mismo día a Ciudad de México. En México permaneció hasta el mes de marzo de 1927, lapso en el que disputó un total de 12 encuentros, con un balance de 10 victorias, 1 empate y 1 derrota. El debut del club se produjo frente al Necaxa, campeón de la Copa Eliminatoria, el sábado 2 de febrero, encuentro que finalizó con victoria de Colo-Colo por 3:0, ante cerca de 8.000 personas en la cancha del Campo España.
Después de superar, entre otros, al América, campeón de la Liga Amateur del Distrito Federal, y al Atlante, campeón de la Liga Spalding, la delegación continuó su periplo por México, que incluyó encuentros en las ciudades de Guadalajara, nuevamente Ciudad de México y Orizaba. En la capital del Estado de Jalisco, Colo-Colo se impuso en dos ocasiones a la Selección Jalisco por 4:1 y 4:0, mientras que en la principal ciudad del país derrotó a un combinado de los clubes Necaxa y México, así como a un seleccionado del Ejército y la Armada.
Antes de partir con rumbo al «Viejo continente», el equipo realizó una última parada en la ciudad de Orizaba, en la que superó, también en dos oportunidades, a la Asociación Deportiva Orizabeña, por 5:0 y 8:0. Finalmente, la delegación chilena zarpó desde Veracruz con rumbo a Europa el 14 de marzo de 1927.

## La gira por Europa y la muerte de David Arellano

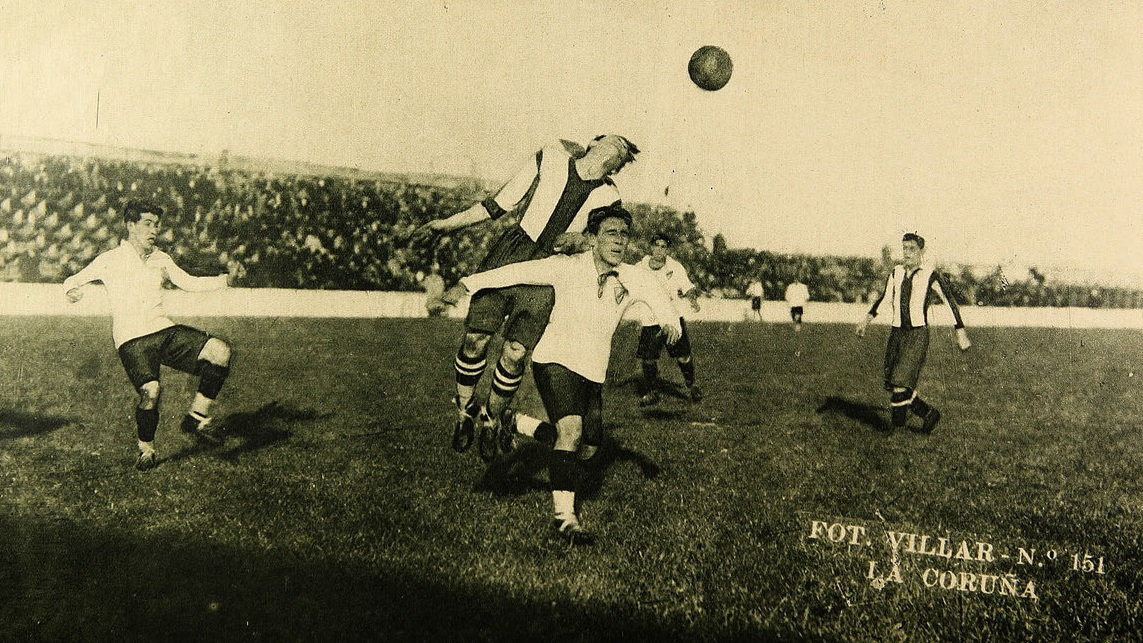
Encuentro ante el Deportivo La Coruña de España. Los delanteros David Arellano y Guillermo Subiabre difundieron respectivamente las acrobacias «chilena» y «palomita». El portero español Ricardo Zamora comentó: «Se juegan la vida cuando están cerca de la meta».

Si bien el destino original de la delegación era Francia, por presiones de los propios jugadores, que deseaban conocer España, Colo-Colo desembarcó en el puerto gallego de La Coruña a las 22:30 horas del día 28 de marzo. Al día siguiente, el club fue recibido oficialmente por el consulado chileno y el 31 de marzo por el ayuntamiento de la ciudad. El debut en Europa se produjo el 3 de abril de 1927 frente al Eiriña de Pontevedra, reforzado por algunos jugadores del Alfonso XII y el Celta de Vigo, al que derrotó por 4:3 tras comenzar perdiendo por 0:1. En los siguientes encuentros, sin embargo, Colo-Colo no consiguió repetir la buena presentación que realizó en su estreno, perdiendo frente al Deportivo de La Coruña por 0:2 el 7 de abril y empatando 2:2 frente al mismo rival el 10 de abril. Pese a lo anterior, medios locales como La Voz de Galicia alabaron el juego desarrollado por los «albos», basado en pases cortos y jugadas preparadas, aunque criticando la falta de finiquito mostrada por el equipo.

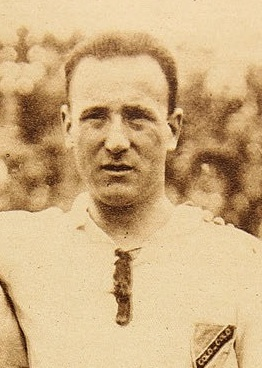
Ulises Poirier, el mejor defensor de América en el Campeonato Sudamericano de 1922 y 1926. Fue nombrado capitán del equipo tras la muerte de David Arellano.

Tras finalizar su tercer encuentro en La Coruña, la delegación partió con rumbo a Tuy, desde donde se trasladó a la ciudad de Oporto en Portugal. El 13 de abril Colo-Colo se estrenó en tierras lusas frente a un combinado entre los clubes Porto y Salgueiros, siendo derrotados por 1:2. Dos días más tarde, Colo-Colo derrotó por 4:2 a la Selección de Lisboa, conformada por una mezcla de jugadores de los clubes Benfica y Sporting y que venía de imponerse sobre las selecciones de Italia, Francia y España. No obstante, en su último encuentro en Portugal, Colo-Colo fue derrotado por el Vitória Futebol Clube, campeón de Lisboa, por 1:2 el 17 de abril.
De regreso en España, el 24 de abril el club enfrentó al Athletic de Madrid, siendo derrotados por 1:3, en un encuentro que destacó negativamente por la mala actuación de varios jugadores, así como por la ausencia de David Arellano. La debilidad en el finiquito que arrastraba el equipo fue señalada nuevamente por medios como el diario ABC de Madrid, aspecto que, de acuerdo a las crónicas de la época, había sido uno de los puntos sobresalientes de la gira de Nacional de Uruguay en 1925.
El viernes 29 de abril la delegación se trasladó desde Madrid a Castilla la Vieja, arribando a Valladolid en la madrugada del día sábado. Después de visitar diversos sitios históricos de la ciudad, el 1 de mayo Colo-Colo derrotó por 6:2 al Real Unión Deportiva, vigente campeón de la Copa de Castilla y León de fútbol, con anotaciones de David Arellano, Muñoz, Subiabre y Moreno. En tanto, la revancha de aquel encuentro, disputada al día siguiente, finalizó con empate 3:3 ante un Real Unión Deportiva que se reforzó con varios jugadores de otros equipos de la zona. No obstante, el resultado del partido pasó a un segundo plano luego de que, durante la disputa de un balón aéreo, David Arellano fue golpeado de forma fortuita en el estómago por el jugador David Hornia del Unión Deportiva, lo que lo obligó a retirarse inmediatamente de la cancha. Finalmente, el capitán y fundador de la institución falleció el martes 3 de mayo a las 18.45 horas, producto de una peritonitis traumática no detectada por los médicos que atendieron a Arellano en su habitación del Hotel Inglaterra de Valladolid. Los funerales se llevaron a cabo el día 4 de mayo, ante la presencia de representantes de varias instituciones deportivas españolas, la Sección de Estudios Americanistas de la Universidad de Valladolid, así como gran parte de la población de la ciudad, quienes entregaron variadas ofrendas en honor al fallecido capitán. Además, la Federación Española de Fútbol patrocinó una colecta en favor del club, a fin de solventar en parte los gastos del sepelio.

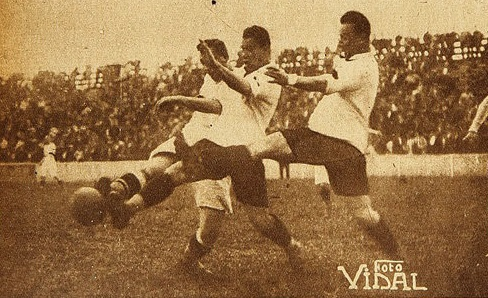
Colo-Colo frente al Valencia C. F. el 8 de mayo.

Pese a lo acontecido, la directiva de Colo-Colo decidió continuar con la gira por España, enfrentando en dos oportunidades al Valencia C. F., club tricampeón del Campeonato Regional de la Federación Valenciana de Fútbol y que venía de derrotar al F. C. Barcelona y al RCD Español. En el primer encuentro, disputado el 8 de mayo, Colo-Colo se impuso por 4:3 con goles de Muñoz, González y Bravo, mientras que en la revancha, a la que se presentó con varios titulares menos, cayó por 1:3 el 9 de mayo. Adicionalmente, antes de abandonar Valencia, Colo-Colo derrotó al seleccionado local por 4:2, en un encuentro programado por el Comité Regional de la Federación Valenciana para reunir fondos a beneficio del club.
Luego de perder frente al C.D. Castellón, Colo-Colo logró imponerse a las selecciones de Puerto de Sagunto y Madrid, con la particularidad de presentar, en el primero de estos encuentros, un plantel de reserva compuesto solo por 11 jugadores, varios de los cuales no habían jugado ningún encuentro durante el gira. Lo anterior se debía a que, a causa de la muerte de David Arellano, sus hermanos Francisco y Alberto, junto a Togo Bascuñán, decidieron volver a Chile, mientras que González, Rosetti, Linford y Chaparro fueron convocados a la Selección de Madrid. Esta situación provocó fuertes críticas en varios sectores de la prensa chilena, quienes postulaban que la apretada agenda de Colo-Colo en España disminuía su rendimiento deportivo y arriesgaba la integridad física de los jugadores. Asimismo, fueron denunciadas supuestas irregularidades económicas cometidas por Carlos Cariola durante la gira, las que fueron descartadas por Alberto Parodi y la Federación de Football de Chile.
Aun con los problemas económicos y la sobrecarga de encuentros, el club continuó con su itinerario por Murcia, Elche y Barcelona. Frente al Real Murcia jugó dos amistosos, cayendo en el primero por 1:4 y venciendo en el segundo por 4:2, en tanto que el 31 de mayo disputó otro amistoso frente un seleccionado regional, integrado por jugadores del Cartagena F.C. y el Real Murcia, al que venció por 4:2. El 9 de junio de 1927 Colo-Colo enfrentó a la Selección de Cataluña, a la que superó por 5:4 ante 20.000 espectadores en el Campo de Les Corts. Durante este período, quedó descartada de manera definitiva la idea de visitar Francia, luego de que la dirigencia del Red Star de París programara encuentros de forma paralela con Peñarol y Colo-Colo.
Antes de dejar España, la delegación hizo una última parada en las Islas Baleares, donde derrotó en dos encuentros a la Real Sociedad Alfonso XIII, por 5:2 el 12 de junio y por 3:2 el día 14 del mismo mes. Finalmente, el equipo inició su viaje de regreso el 17 de junio de 1927 a bordo del barco italiano «Giulio Cesare», gracias al aporte monetario de Miguel Monchio y del pueblo español. En Portugal y España, Colo-Colo disputó un total de 22 encuentros, registrando 12 victorias, 3 empates y 7 derrotas, con 60 goles a favor y 50 en contra.

## El regreso a Chile

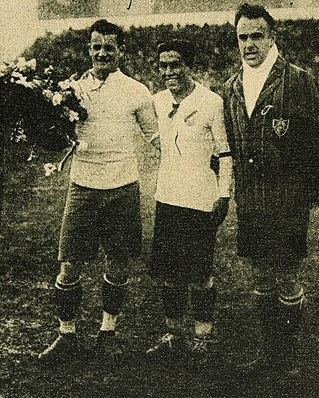
Guillermo Saavedra junto a José Nasazzi, capitán de la Selección de Uruguay, en 1927.

De vuelta en América la delegación decidió programar encuentros en Argentina y Uruguay a fin de recaudar los fondos necesarios que permitieran solventar en parte los gastos de la gira. Pese a las críticas que suscitó tal determinación en parte de la prensa chilena, el 4 de julio Colo-Colo enfrentó a la Selección de fútbol de Uruguay, escuadra ante la que cayó por 1:5 frente 18.000 espectadores. En la revancha, disputada tres días después, el club fue derrotado nuevamente por un marcador de 0:4. Asimismo, en los siguientes partidos, el equipo no tuvo mejor suerte, siendo vencido por Peñarol por 1:6 y por Boca Juniors por 0:6.
En el marco de nuevas críticas por el presunto carácter profesional de la gira, el 18 de julio de 1927 la delegación regresó vía ferrocarril a Santiago, donde fueron recibidos por una gran multitud en la Estación Mapocho. El día 24 de ese mismo mes la Federación de Football de Chile decidió programar un encuentro entre los recién llegados y un combinado entre los clubes Unión Deportiva Española y Audax Italiano, a fin de comprobar los progresos del equipo durante la gira. Con Guillermo Saavedra como nuevo capitán, Colo-Colo se impuso por 4:0 ante 10.262 espectadores.

## Resultados

### América
| Fecha         | Ciudad           | Equipo rival                | Resultado | Goles de Colo-Colo                                                   |
| ------------- | ---------------- | --------------------------- | --------- | -------------------------------------------------------------------- |
| 14 de enero   | Guayaquil        | Norte América               | 7:0       | J. Olguín, D. Arellano (3) y C. Schneeberger (3)                     |
| 15 de enero   | Guayaquil        | Córdova - Racing            | 7:0       | D. Arellano (2), E. Chaparro (2), G. Subiabre, M. Bravo e Icaza (ag) |
| 28 de enero   | La Habana        | Iberia - Juventud Asturiana | 4:1       | G. Subiabre(p), H. Muñoz, C. Schneeberger, D. Arellano               |
| 30 de enero   | La Habana        | Sport Fortuna               | 2:3       | O. González, G. Subiabre                                             |
| 12 de febrero | Ciudad de México | Necaxa                      | 3:0       | C. Schneeberger, H. Muñoz, E. Chaparro                               |
| 13 de febrero | Ciudad de México | Club España                 | 0:1       |                                                                      |
| 20 de febrero | Ciudad de México | América                     | 6:1       | D. Arellano (3), G. Subiabre (2), H. Moreno                          |
| 22 de febrero | Ciudad de México | Club México-Atlante         | 3:1       | Sin información.                                                     |
| 25 de febrero | Ciudad de México | Atlante                     | 3:1       | Sin información.                                                     |
| 27 de febrero | Ciudad de México | Asturias                    | 1:1       | H. Moreno                                                            |
| 1 de marzo    | Guadalajara      | Selección Jalisco           | 4:1       | Sin información.                                                     |
| 3 de marzo    | Guadalajara      | Selección Jalisco           | 4:0       | E. Chaparro, J. Olguín, D. Arellano (2)                              |
| 8 de marzo    | Ciudad de México | Club México - Necaxa        | 3:1       | H. Moreno, G. Saavedra, J. Olguín                                    |
| 11 de marzo   | Ciudad de México | Ejército y Armada           | 3:2       | Sin información.                                                     |
| 12 de marzo   | Orizaba          | A.D.O.                      | 5:0       | C. Schneeberger, H. Moreno, G. Subiabre, E. Chaparro, S/I (1)        |
| 13 de marzo   | Orizaba          | A.D.O.                      | 8:0       | G. Subiabre (5), S/I (3)                                             |

### Europa
| Fecha       | Ciudad            | Equipo rival                     | Resultado | Goles de Colo-Colo                                    |
| ----------- | ----------------- | -------------------------------- | --------- | ----------------------------------------------------- |
| 3 de abril  | La Coruña         | Eiriñia de Pontevedra            | 4:3       | G. Subiabre (p), H. Moreno, J. Olguín, D. Arellano    |
| 7 de abril  | La Coruña         | Deportivo de La Coruña           | 0:2       |                                                       |
| 10 de abril | La Coruña         | Deportivo de La Coruña           | 2:2       | C. Schneeberger (2)                                   |
| 13 de abril | Oporto            | Oporto - Salgueiros              | 1:2       | H. Moreno                                             |
| 15 de abril | Lisboa            | Sporting - Benfica               | 4:2       | G. Subiabre (2), H. Muñoz, J. Olguín                  |
| 17 de abril | Lisboa            | Vitória Setúbal                  | 1:2       | H. Muñoz                                              |
| 24 de abril | Madrid            | Athletic de Madrid               | 1:3       | H. Moreno                                             |
| 1 de mayo   | Valladolid        | Real Unión Deportiva             | 6:2       | D. Arellano, H. Muñoz (2), G. Subiabre (2), H. Moreno |
| 2 de mayo   | Valladolid        | Real Unión Deportiva             | 3:3       | G. Subiabre, O. González (2)                          |
| 8 de mayo   | Valencia          | Valencia C. F.                   | 4:3       | H. Muñoz (2), O. González, M. Bravo                   |
| 9 de mayo   | Valencia          | Valencia C. F.                   | 1:3       | G. Subiabre                                           |
| 13 de mayo  | Valencia          | Selección de Valencia            | 4:2       | G. Subiabre (2), M. Bravo, C. Schneeberger            |
| 15 de mayo  | Castellón         | C.D. Castellón                   | 1:2       | H. Moreno                                             |
| 17 de mayo  | Sagunto           | Selección de Puerto de Sagunto   | 1:0       | J. Olguín                                             |
| 22 de mayo  | Madrid            | Selección de Madrid              | 3:1       | G. Subiabre (3)                                       |
| 27 de mayo  | Murcia            | Real Murcia                      | 1:4       | H. Muñoz                                              |
| 29 de mayo  | Murcia            | Real Murcia                      | 4:2       | H. Muñoz (2), J. Olguín, M. Bravo                     |
| 31 de mayo  | Murcia            | Selección de la Región de Murcia | 4:2       | G. Subiabre, M. Bravo (3)                             |
| 5 de junio  | Elche             | Selección de Elche               | 2:2       | C. Schneeberger, M. Bravo                             |
| 9 de junio  | Barcelona         | Selección de Cataluña            | 5:4       | G. Subiabre (2), M. Bravo, C. Schneeberger (2)        |
| 12 de junio | Palma de Mallorca | Real Sociedad Alfonso XIII       | 5:2       | H. Muñoz (2), E. Chaparro, G. Subiabre, Camps (ag)    |
| 14 de junio | Palma de Mallorca | Real Sociedad Alfonso XIII       | 3:2       | G. Subiabre (2), H. Muñoz                             |

### América
| Fecha       | Ciudad       | Equipo rival         | Resultado | Goles de Colo-Colo |
| ----------- | ------------ | -------------------- | --------- | ------------------ |
| 4 de julio  | Montevideo   | Selección de Uruguay | 1:5       | G. Subiabre        |
| 7 de julio  | Montevideo   | Selección de Uruguay | 0:4       |                    |
| 10 de julio | Montevideo   | Peñarol              | 1:6       | E. Chaparro        |
| 14 de julio | Buenos Aires | Boca Juniors         | 0:6       |                    |